# Aleksander Kakowski
Aleksander Kakowski (Przasnysz, 5 de febrero de 1862-Varsovia, 30 de diciembre de 1938) fue un político, diplomático y eclesiástico polaco. Durante parte de la Primera Guerra Mundial fue miembro del consejo de regencia del estado títere del reino de Polonia, creado por el Imperio alemán como una suerte de estado colchón que pudiera frenar el avance de Rusia. Sin embargo, este consejo nunca tuvo un poder efectivo real o significativo durante la contienda.

## Primeros años y carrera sacerdotal
Nacido en una familia de la pequeña nobleza de Mazovia, comenzó sus estudios primarios en Przasnyz, para luego concluir sus estudios secundarios en el gymnasium de Pułtusk. Al terminar sus estudios, decide ingresar al sacerdocio iniciando sus estudios en el seminario mayor de Varsovia, prosiguiendo sus estudios en la academia teológica de San Petersburgo y luego en la Pontificia Universidad Gregoriana en Roma. Luego, es ordenado en 1880 por el arzobispo de Varsovia, monseñor Wincenty Theophil Popiel. 
Debido a sus aptitudes, el padre Kakowski comienza a ascender en la jerarquía eclesiástica primero como canónigo del cabildo catedralicio de la Catedral metropolitana de San Juan de Varsovia, y posteriormente como rector de la academia teológica de San Petersburgo, bajo el auspicio de las autoridades imperiales rusas. Al final, el propio Zar Nicolás II lo postularía a la santa sede para la sede arzobispal de Varsovia, la cual obtiene en 1913, reemplazando a su predecesor, el Arzobispo Popiel, fallecido el año anterior

## Primera Guerra Mundial e independencia

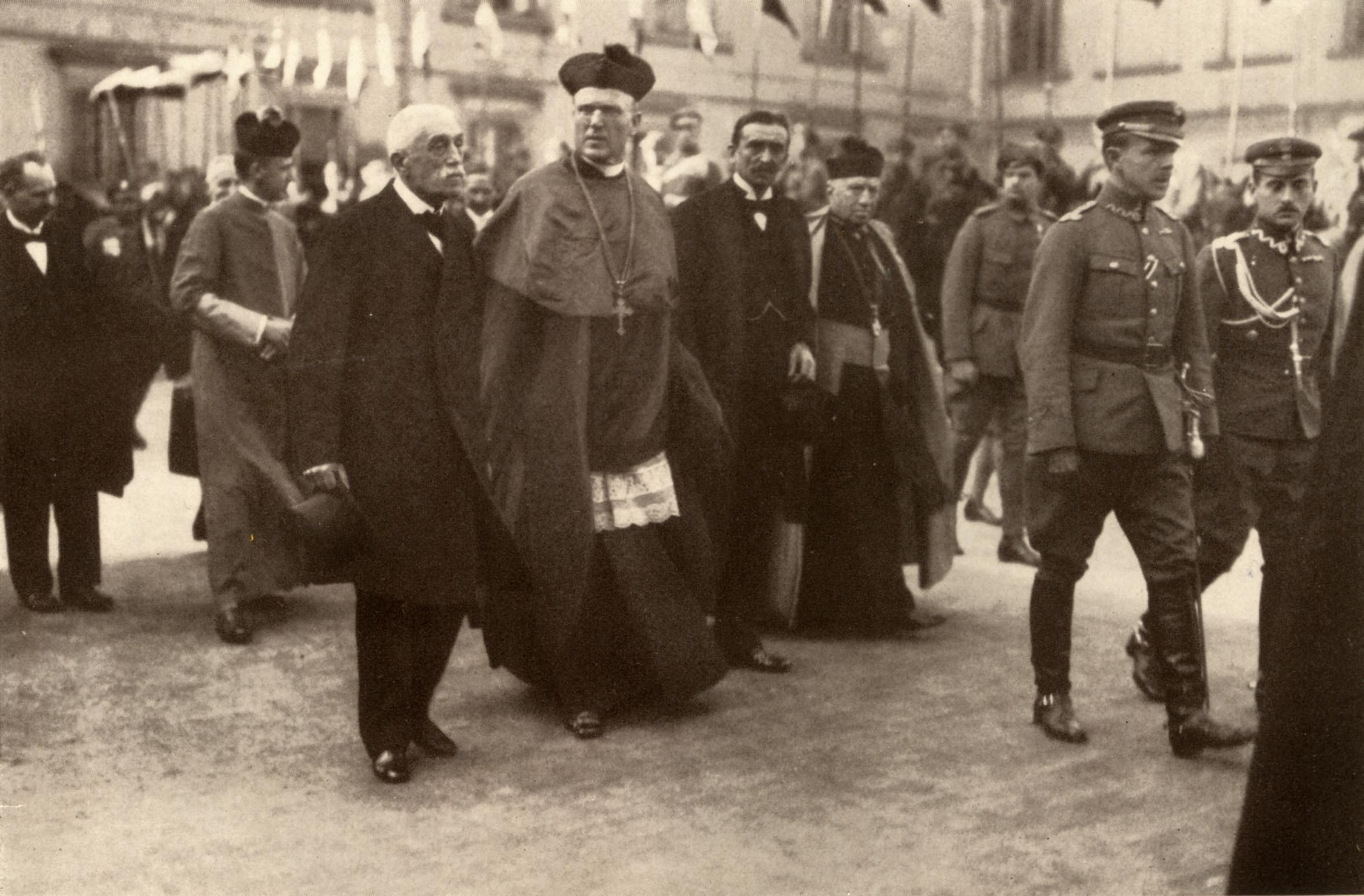
los miembros del consejo de regencia: el principe Zdzisław Lubomirski, alcalde de Varsovia, el arzobispo Aleksander Kakowski y el conde Jozef Ostrowski, ingresando al castillo real de Varsovia en 1917

En un comienzo, el arzobispo Kakowski tuvo siempre una actitud muy cercana a los rusos, sin embargo esta posición comenzaría a cambiar con el ascenso de la revolución rusa y la caída de la monarquía zarista, lo cual desemboca en el acercamiento de las principales autoridades polacas a Alemania, especialmente después de que esta se convirtiera en la principal potencia ocupante. Debido a esto, a instancias de varios prelados decide aceptar ser parte del consejo de regencia del reino de Polonia, estado títere instituido por los alemanes, junto con el príncipe Zdzisław Lubomirski y el conde Josef Ostrowski. Sin embargo, sus poderes serían extremadamente limitados durante el tiempo que dure la contienda. Aun así, a Kakowski se le concede el título de "Primado del reino de Polonia" como un formalismo meramente protocolar (Aunque para efectos eclesiales, la sede primada de Polonia recaía en el Arzobispo de Gniezno, Edmund Dalbor) 
Durante el tiempo que dura la regencia trabaja por el establecimiento del incipiente estado polaco, advierte del ascenso de la figura del mariscal Józef Piłsudski, como posible cabeza de un nuevo estado polaco. Con la derrota de las potencias centrales y la proclamación formal de la independencia de Polonia, el consejo de regencia se disuelve entregando su poder efectivo a la naciente República Polaca. A su vez, Kakowski consagra al legado apostólico de la santa sede Achille Damiano Ratti (posteriormente elegido papa como Pio XI) y es preconizado cardenal en 1919 con el título de San Agustín en el campo de marte.
Durante la guerra polaco-soviética desempeño un rol esencial como apoyo moral, dirigiendo procesiones masivas en las cuales buscó mantener el espíritu nacionalista, así como recolectar apoyos entre la población para resistir la invasión rusa.

## Vida Posterior

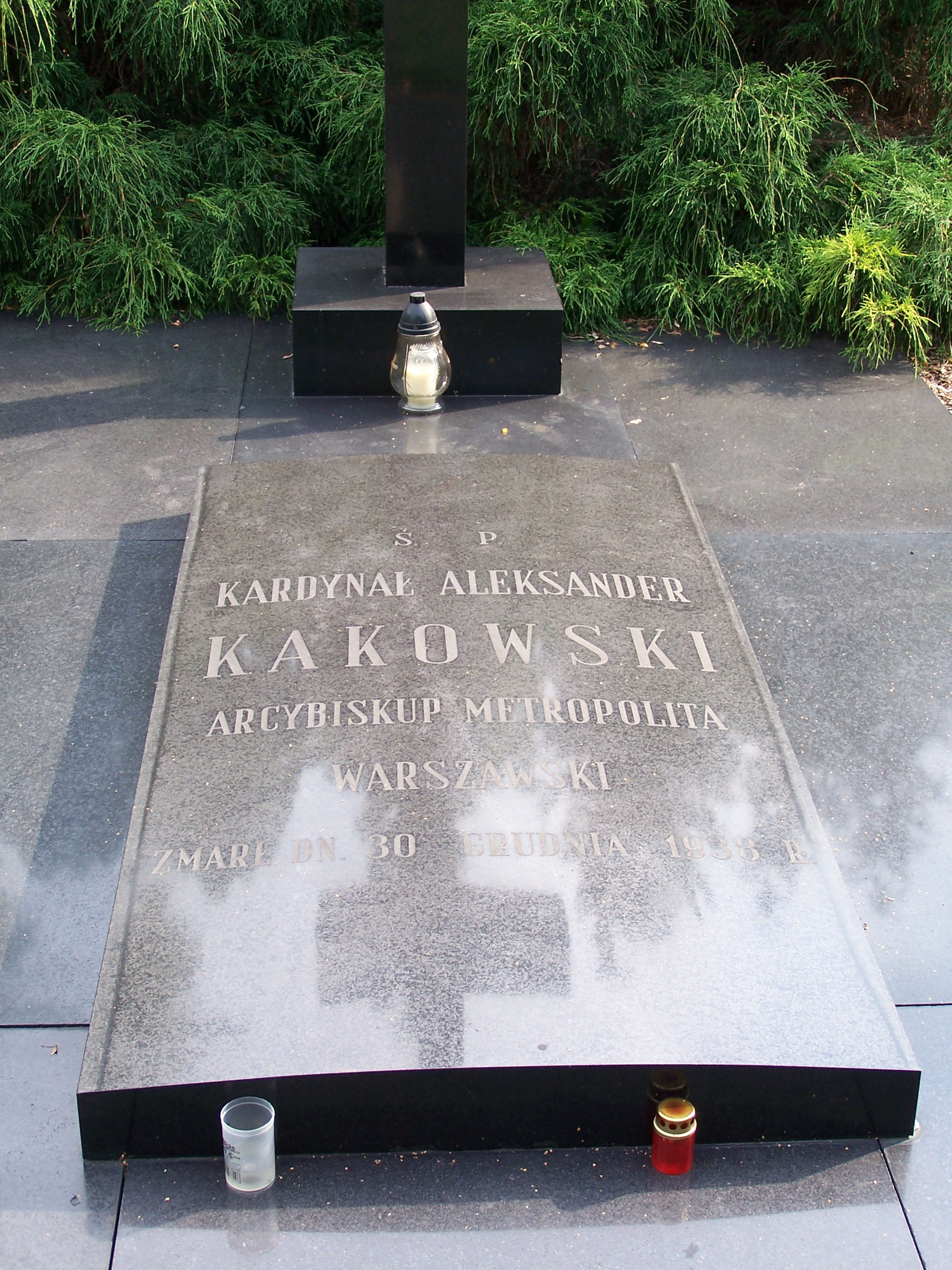
Tumba del cardenal Kakowski en el cementerio de Brodno

Durante su labor como arzobispo y primado del reino de Polonia (pues conservo su título hasta su muerte) fortaleció la prensa católica, reorganizó la arquidiócesis de Varsovia y convocó el primer sínodo del episcopado polaco en Częstochowa. Así mismo se encargó de patrocinar varias organizaciones como Acción Católica y Caritas. Esto le granjeó una enorme popularidad, misma que sería reconocida cuando es condecorado con la Orden del Águila Blanca en 1925 por el gobierno de Pilsudski. 
Falleció en Varsovia en 1938, siendo enterrado en primer lugar en la cripta arzobispal de la catedral de San Juan, y posteriormente, de acuerdo a sus deseos, trasladado al cementerio de Brodno para ser sepultado "entre los más pobres de los pobres".